# Raül Albiol i Tortajada
Raül Albiol i Tortajada (Vilamarxant, Camp de Túria, 4 de setembre de 1985) és un futbolista valencià que juga com a defensa central, encara que també pot jugar de centrecampista defensiu.

## Trajectòria

### Primers anys
Format al futbol base del València CF, va debutar amb el primer equip el 24 de setembre de 2003, amb només divuit anys, a una eliminatòria de la Copa de la UEFA davant l'AIK Solna. Aquella temporada el València esdevindria campió del torneig europeu. Albiol continuaria formant part de la plantilla del València Mestalla, primer filial del conjunt valencià.
Per a adquirir experiència a Primera Divisió, va ser cedit al Getafe CF durant la temporada 2004-05. El 2 d'agost de 2004, durant el viatge a Getafe, va patir un accident pel qual va entrar en coma, perdent la melsa. Malgrat l'accident, va fer-se efectiva la cessió al conjunt madrileny, debutant a Primera Divisió quatre mesos després.

### València CF
L'entrenador del Getafe CF d'aquella temporada, Quique Sánchez Flores, fitxaria pel València CF la següent, exigint el retorn d'Albiol a l'equip merengot.
La seva demarcació al terreny de joc, estava ocupada al primer equip per David Albelda i Rubén Baraja, per la qual cosa Albiol començà a jugar com a lateral dret i finalment com a defensa central, posició on va destacar al València i que li va fer fitxar pel Reial Madrid.

### Reial Madrid CF
El 25 de juny de 2009 va esdevenir oficial un acord entre el València CF i el Reial Madrid CF per al traspàs del jugador de Vilamarxant, que va signar per cinc temporades, i fou presentat el 2 de juliol a l'estadi Santiago Bernabéu davant d'uns nou mil aficionats. La temporada 2009-10, amb Manuel Pellegrini com a entrenador, va ser titular durant gairebé tota la temporada amb Sergio Ramos com a parella de centrals. Amb l'arribada de Jose Mourinho i malgrat aconseguir la Copa del Món de 2010 amb la selecció, va perdre la titularitat en favor de Pepe i Carvalho. Tot i així, a causa de diferents lesions i sancions de Pepe, va continuar jugant amb regularitat.
A la temporada 2011-12, encara va perdre més protagonisme a l'equip blanc amb l'arribada de Raphaël Varane, tot i ser titular amb la selecció espanyola. La manca de minuts amb l'equip va provocar que s'especulés amb la seva marxa del club, concretament al Màlaga CF o al Chelsea FC. El 24 de setembre jugà els seus primers minuts de la temporada a la lliga, en estar sancionat el seu company Ricardo Carvalho i lesionat Pepe.
Durant la temporada 2012-13 tampoc va gaudir de molts minuts amb el club madrileny, almenys fins al gener del 2013, després de superar una lesió al turmell i quan les baixes de Sergio Ramos i Pepe li van permetre ser titular tant a la lliga com a la Copa del Rei.

### Napoli
El 21 de juliol de 2013 Albiol fou traspassat a la SSC Napoli italiana per 12 milions d'euros, i hi signà un contracte per quatre temporades, per jugar a un equip que entrenaria Rafael Benítez.

### Vila-real
El 4 de juliol de 2019, a 33 anys, Albiol va signar contracte amb el Vila-real CF. Hi va debutar el 17 d'agost, en un empat 4–4 a casa contra el Granada CF.
Albiol va marcar dos gols en 11 partits a la Lliga Europa de la UEFA 2020-21, i el club va aconseguir el primer gran guardó dels seus 98 anys d'història. A la Supercopa de la UEFA de 2021 contra el Chelsea FC, va fallar el penal decisiu a la tanda de penals.
El 12 d'abril de 2022, Albiol va ser nomenat jugador del partit en un empat a 1 fora de casa contra el Bayern de Múnich al partit de tornada dels quarts de final de la Lliga de Campions, assegurant la classificació del Vila-real en guanyar per 2–1 en el global. El maig de 2025, quatre mesos abans de complir 40 anys, va deixar l'Estadi de La Ceràmica.

## Selecció estatal
El 27 de maig de 2013, entrà a la llista de 26 preseleccionats per Vicente del Bosque per disputar la Copa Confederacions 2013, i posteriorment el 2 de juny, entrà a la llista definitiva de convocats per aquesta competició.
El 31 de maig de 2014 entrà a la llista de 23 seleccionats per Vicente del Bosque per participar en la Copa del Món de Futbol de 2014; aquesta serà la seva segona participació en un mundial. En cas que la selecció espanyola, la campiona del món del moment, guanyés novament el campionat, cada jugador cobraria una prima de 720.000 euros, la més alta de la història, 120.000 euros més que l'any anterior.

## Palmarès

### València CF
- 1 Copa de la UEFA: 2004
- 1 Copa del Rei: 2007-08

### Reial Madrid CF
- 1 Primera divisió: 2011-12
- 1 Copa del Rei: 2010-11
- 1 Supercopa d'Espanya: 2012

### Napoli SSC
- 1 Copa italiana: 2013-14
- 1 Supercopa italiana: 2014

### Vila-real CF
- 1 Lliga Europa de la UEFA: 2020-21

### Selecció espanyola
- 2 Campionats d'Europa: 2008 i 2012
- 1 Copa del Món de Futbol: 2010
- 1 Campionat d'Europa sub-19: 2004